# Inner Me (album)
Inner Me là album phòng thu thứ ba của ca sĩ kiêm nhạc sĩ, nhà sản xuất âm nhạc người Việt Vũ Cát Tường. Album được phát hành vào ngày 30 tháng 11 năm 2019 bởi Viettel sau 1 năm kể từ khi cô ra mắt album Stardom. Inner Me được Vũ Cát Tường thực hiện phần lớn ở phòng thu nổi tiếng United Recording tại Los Angeles, Hoa Kỳ dưới sự giúp đỡ của các nhà sản xuất âm nhạc như: Michael Choi, Benjamin James, Minh. Tường cũng là nghệ sĩ Việt Nam đầu tiên làm việc tại phòng thu United Recording Studio ở Los Angeles, Hoa Kỳ. Album gồm 8 bài hát gợi nhắc "Vũ Cát Tường của năm ấy" nhưng cũng gợi mở con đường phía trước mà chính cô đã chọn. Album được phát hành định dạng USB. Album là một bản thu âm mang thể loại pop, R&B, neo soul, funk với những ảnh hưởng từ alternative rock, pop rock.
Inner Me là album song ngữ đầu tiên của Vũ Cát Tường, đánh dấu một cột mốc mới trong sự nghiệp sáng tác của nữ ca sĩ. Nếu album Stardom ra mắt năm ngoái là câu chuyện tìm tòi những điều mới mẻ trong âm nhạc của Vũ Cát Tường thì với Inner Me của năm 2019, nữ ca sĩ thử thách mình khi vừa hát vừa sáng tác bằng tiếng Anh. Album gồm các ca khúc là Có Người (Someone), Dõi theo (Watching You From Afar), Hỏi thăm (How Are You), Gió (Wind), The Old You, Ticket For Two, Yours, Forever Mine và một phiên bản khác của Gió. Không phải là những hào nhoáng, ngôi sao mà Stardom mang lại, Inner Me được nhận xét như "tảng băng chìm" bên trong của Vũ Cát Tường. Phần được đánh giá cao nhất trong Inner me là hòa âm. Phần hòa âm những bài hát là chiếc áo vừa vặn, và là "lò xo" tung hứng đến từng nhịp, từng chữ mà Vũ Cát Tường đã hát. Inner me dễ nghe, nhẹ nhàng nhưng không đồng nghĩa với dễ dãi, thậm chí, so với Stardom lại có chiều sâu hơn.
Đĩa đơn quảng bá cho Inner Me, "Có người" (Someone). Tất cả các bài hát trong album được Tường trực tiếp biểu diễn tại concert "Inner Me" với hiệu ứng LED vô cực hiện đại. Chỉ sau 1 tiếng đồng hồ ra mắt, album Inner Me đã lọt vào bảng xếp hạng album hot trên iTunes và đến thời điểm tối ngày 2 tháng 12 năm 2019 vẫn đang chễm chệ ở vị trí số 1. Đặc biệt, 3 ca khúc được nghe nhiều nhất nhiều nhất là Có người (Someone), The Old You và Dõi Theo (Watching You From Afar).
Inner Me thành công cả về mặt thương mại và chuyên môn. Tại Giải thưởng Cống hiến lần thứ 15, Vũ Cát Tường đã vinh dự nhận 1 đề cử cho hạng mục "Album của năm", và bản thân cô tiếp tục nhận đề cử "Nhạc sĩ của năm" vào năm 2020.

## Bối cảnh
Vào ngày 18 tháng 6 năm 2019, người hâm mộ đồn đoán Vũ Cát Tường sẽ trở lại với một album phòng thu thứ ba sau thành công của album Stardom năm ngoái khi cô bất ngờ xuất hiện tại phòng United Recording Studio - một trong những studio đáng mơ ước nhất Hollywood, nơi thu âm của nhiều ca sĩ, nhạc sĩ như Michael Jackson, Briaon Wilson, Green Day, Madonna, Adele, Crosby, Sinatra, Nat King Cole, Ray Charles... Và trong concert "Dear Hanoi," thuộc chuyến lưu diễn VCT Tour 2019, khi Tường chuẩn bị hát ca khúc "Dõi theo" thì cô mới tiết lộ sẽ ra mắt album trong năm nay - năm 2019. Nhưng phải vào ngày 16 tháng 11 năm 2019 cô mới chính thức công bố thời gian cụ thể ra mắt album, theo đó album "Inner Me" sẽ được Viettel phát hành trên các nền tảng nghe nhạc trực tuyến vào lúc 8 PM (GTM+7) ngày 30 tháng 11 năm 2019. Từ ngày 18 tháng 11 năm 2019, vào 8 PM (GTM+7) cô cho ra từng teaser của bài hát trong album để đếm ngược ngày phát hành album.
Chia sẻ về album Inner Me, Vũ Cát Tường tiết lộ cô được Michael Choi - producer chính của dự án và cũng là người góp phần mang đến thành công cho dự án Stardom năm 2018 - tạo động lực rất nhiều. Khi ngồi nhìn lại những thành công của năm 2018, Michael Choi và Vũ Cát Tường quyết định phải có một bước tiến mới trong sự nghiệp sáng tác của cô, đó là sáng tác bằng tiếng Anh.

## Sản xuất

### Thu âm
Vũ Cát Tường đã mất 12 tháng để viết, sản xuất và thu âm toàn bộ các ca khúc trong album. Trong đó, cô dành một tháng (tháng 6 năm 2019) để thu các ca khúc này tại United Recording Studio (Los Angeles, Hoa Kỳ). Lý giải việc qua Hoa Kỳ thu âm, Tường cho biết: "Sau khi hợp tác trong album Stardom của Tường, chú Michael Choi muốn Tường có thể đi xa hơn. Chú muốn Tường tập viết và hát được nhạc tiếng Anh, rồi đưa qua Mỹ làm việc. Đối với một đứa trẻ như Tường nghe điều đó quá hấp dẫn và muốn biết bản thân sẽ làm được những gì nên quyết thử sức. Tường đã tập hạ cái tôi của mình xuống, làm việc cùng mọi người để cho ra được một sản phẩm chỉn chu. Để hát tiếng Anh khi vươn ra thị trường quốc tế không phải là hát được mà là phải hát tốt, hát để người ta không thể phân biệt người châu Á hay giọng ca Mỹ-Anh đang hát". Để thực hiện được album lần này, Michael Choi - nhà sản xuất chính trong album đã khuyến khích Tường học sáng tác bằng tiếng Anh và cách làm việc nhóm. Michael Choi cũng là người kết nối Tường với United Recording để cô có cơ hội thu âm ở phòng thu nổi tiếng. Cô chia sẻ: "Sau khi xong tất cả demo, Michael Choi gửi nó sang L.A và tìm những người phù hợp hòa âm phối khí cho Tường. Chúng tôi cũng có những option cho phòng thu bên LA nhưng cuối cùng, Michael Choi chọn United Recording. Cái tên cũ của phòng thu này là Ocean Way Recordinh gắn liền với nhiều nghệ sĩ huyền thoại của thế giới." Album Inner Me được Vũ Cát Tường thực hiện ở Việt Nam và phòng thu United Recording tại Los Angeles với sự hỗ trợ từ các producer là Michael Choi, Benjamin James và Minh. Vũ Cát Tường đã phải viết 20-30 bản demo và Michael Choi chỉ chọn ra đúng 8 track. Chia sẻ về quá trình làm và thu âm album, Michael Choi cho biết: "Tôi rất trân trọng giọng hát của Vũ Cát Tường. Khi tiến hành thu âm ở Mỹ, chúng tôi gặp được những nhạc công hàng đầu thế giới, từ những tay trống đến người đánh keyboard, đánh bass... thật sự là những người thổi hồn cho bài hát. Điều tôi nhớ nhất không phải là một kỷ niệm mà là cả một chặng đường thực hiện Inner Me. Chúng tôi bắt đầu dự án từ tháng 1 và bây giờ đã là cuối tháng 11 - một quãng đường rất dài nhưng tôi vẫn nhớ từng chặng đường làm việc với nhau. Đối với tôi, đó luôn là những kỷ niệm đáng nhớ và nằm trong trái tim mình."

### Thiết kế
Album gồm hộp đựng, quyển ghi lời bài hát và một USB trong suốt pha lê. Tất cả đều được thiết kế màu sắc khá đơn giản với màu chủ đạo là trắng. Cô chia sẻ về Inner Me: "Tường nghĩ từ chính xác nhất để miêu tả là vô hình. Concept album màu trắng, mọi người cùng thấy hình ảnh đôi mắt và con người đều xuyên thấu, cả USB cũng trong suốt để chữ Inner Me hiện ra, có nghĩa Tường không có gì để che giấu cả. Ở Stardom bạn nghĩ Vũ Cát Tường ở trên đỉnh thành công, đạt được cái này cái kia nhưng thực sự đó là về mặt thành tựu trong sự nghiệp. Còn tôi nghĩ đối với một người, cái quý nhất là giá trị cốt lõi. Inner Me phản ánh lát cắt rất sâu của tôi".
Album có đề từ "Tặng em" khiến nhiều người thắc mắc đó có phải là một câu chuyện tình yêu được gửi gắm trong từng ca khúc. Vũ Cát Tường nói: "Chữ 'em' đó không phải là một người mà còn là chính Tường. Nếu Stardom, khán giả sẽ thấy đâu đó một Vũ Cát Tường ngông nghênh thì Inner Me lần này có chút gì đó yếu đuối... Tình yêu mà bạn thấy được khi nghe album có thể là tình cảm riêng tư của tôi. Tuy nhiên, tôi muốn khán giả nghe và còn thấy bản thân mình trong đó".

## Phát hành
Vào 1 P.M (GTM+7) ngày 30 tháng 11 năm 2019, Tường tổ chức sheak show giới thiệu về album Inner Me trước truyền thông và giới báo chí. Các khách mời tham gia buổi họp báo đều là những người bạn, người thầy thân thiết của Vũ Cát Tường như: nhạc sĩ Huy Tuấn, nhạc sĩ Phương Uyên, nhạc sĩ Thanh Bùi, nhạc sĩ Lưu Thiên Hương, nhạc sĩ Hồ Hoài Anh... cùng sự góp mặt của khoảng 40 đơn vị truyền thông. Là nghệ sĩ đầu tiên của Vbiz làm Sneakshow cho album, Vũ Cát Tường mong muốn cùng các khách mời thưởng nhạc và được trực tiếp chia sẻ cũng như lắng nghe những góp ý, nhận xét từ mọi người. Sau đó tới 8 P.M (GTM+7) cùng ngày, cô chính thức phát hành album trên các nền tảng nghe nhạc nghe nhạc trực tuyến là iTunes, Spotify và Keeng. Album được định dạng bằng USB thay vì CD so với hai album trước - Giải mã và Stardom.
Album được in phiên bản USB với số lượng khá hạn chế. Theo thông tin từ công ty của Tường album chỉ được in một đợt nhưng vì lượng đặt trước (pre-order) quá lớn khiến cho lượng album in ra đợt 1 và phải in đợt 2 hết hàng vào ngày 28 tháng 11 năm 2019, tức 2 ngày trước khi album được phát hành chính thức nên công ty của Tường quyết định in thêm đợt 3: Waiting list dành cho những người hâm mộ chưa kịp đăng kí. Lần sản xuất này được cho là lần sản xuất cuối cùng, đúng với số lượng trong waiting list và không tái bản.

## Sáng tác
Innner Me đưa người nghe đến với nhiều màu sắc âm nhạc, từ ballad, funk, pop rock đến neo soul.

### Có người
Có người là sự trở lại của Vũ Cát Tường với ballad. Đây cũng là ca khúc đã được nữ ca sĩ thực hiện MV trước khi ra mắt album. Ca khúc được khen ngợi vì nhiều người yêu mến Tường vẫn luôn nghĩ rằng cô hợp ballad, với những tự sự thầm kín, với lối hát kể chuyện. Có người chiều lòng được điều ấy. Ca khúc chinh phục với phần ca từ gần gũi, là sự kết hợp trong cách viết lyrics giàu tình cảm, chân thành nhưng không bị bi lụy của Vũ Cát Tường cùng màn hòa âm phối khí  của Nguyễn Thanh Bình. Thực tế, không hoa mỹ, cầu kỳ cũng luôn là thế mạnh của Tường.
Cấu trúc ca khúc tương đối đơn giản nhưng lại ghi điểm nhờ sự mạch lạc trong sắp xếp. Đúng hơn đây là sự sắp xếp về mặt cảm xúc. Cảm xúc dường như cũng là thứ được thượng tôn trong ca khúc này thay vì những lạ lẫm, mới mẻ về âm nhạc.

### Dõi theo
Sau ca khúc mở màn, Inner me đến với Dõi theo. Đây tiếp tục là một bản ballad nhẹ nhàng, tình cảm pha với pop rock. Bài hát không quá buồn nhưng lại có điệp khúc khiến người nghe không khỏi day dứt. Điểm làm nên khác biệt vẫn là giọng hát không màu mè và đề cao cảm xúc của Vũ Cát Tường.
Kết cấu của Dõi theo cũng không quá phức tạp, mang một cảm giác hao hao với những bài hát thời đỉnh cao của Làn Sóng Xanh nhiều năm trước đây - đoạn mở đầu dịu dàng nhưng da diết, day dứt, dẫn vào chorus mang đậm tính cao trào và giằng xé nội tâm. Tiếng piano, tiếng bass chép hòa quyện vào nhau tạo nên những cảm xúc thật mãnh liệt, cũng kết hợp hoàn hảo cùng chất giọng đầy cảm xúc của Vũ Cát Tường.

### Hỏi thăm
Hỏi thăm là một ca khúc "nặng" cảm xúc, đặc biệt là phần điểm khúc. Về âm nhạc, Hỏi thăm có vị trí đặc biệt trong album Inner Me. Ca khúc mang màu sắc funk kết hợp với pop rock. Do vậy, Hỏi thăm khó nghe hơn nhưng cũng được nhận xét là "rất Vũ Cát Tường".
Vũ Cát Tường đã thể hiện sự thông minh trong việc 'điều khiển' âm nhạc khi kết hợp chất funk cùng pop rock một cách nhuần nhuyễn, đoạn bridge được thay bằng lời thì thầm nho nhỏ vô cùng lạ tai.

### Gió
Ca khúc mang tính chất đội thoại giữa tác giả và gió. Phần lời được đánh giá là tương đối cá tính. Gió được mở đầu với đoạn nhạc mang âm hưởng neo-soul hiện đại, phảng phất gợi nhớ những sản phẩm đình đám nhất của các nghệ sĩ US-UK. Nhưng điều tinh tế và khéo léo của Vũ Cát Tường nằm ở đây: ca khúc mang nhịp điệu, màu sắc đặc trưng của nhạc Âu Mỹ nhưng không vì thế mà khó nghe hay gây bức bối, khó chịu.
Về âm nhạc, đây lại là một trong những ca khúc có cấu trúc phức tạp và sáng tạo nhất album.

### The Old You
Vũ Cát Tường chia sẻ rằng 3 ca khúc tiếng Anh The Old You - Yours - Ticket For Two là khó khăn nhất với cô. Nghe The Old You dễ dàng nhận thấy đó là một nỗ lực không thể phủ nhận của Vũ Cát Tường. Ca khúc cho thấy tham vọng của Tường trong việc hát tiếng Anh chuẩn, producer nghe và chấp nhận được.
Dù phần lời của The Old You không cầu kỳ, màu mè, văn hoa, thậm chí rất đơn giản và dễ hiểu. Nhưng phần đông đánh giá đó chính là cách viết lời của nhạc Âu – Mỹ. Do vậy, Vũ Cát Tường được đánh giá là đang đi đúng đường vì đặc sệt chất nhạc đặc trưng, cách hòa âm phối khí của những bài hát mang âm hưởng soul của Âu Mỹ. Một lần nữa, không thể không ngợi khen Vũ Cát Tường khi phô bày được mọi thế mạnh vocal của mình, làm nên một sản phẩm âm nhạc đặc sắc.

### Ticket For Two
Ticket For Two thể hiện rất rõ cái 'tôi' trong âm nhạc của Tường. Đó không hẳn là kiểu 'hổ báo' hay 'quái tính', mà là một chút gì đó hơi vintage một chút và ham thích sự trải nghiệm. Ticket For Two gợi nhớ về những bản nhạc disco của thập niên 90s nhưng mới mẻ và thời thượng đúng chất. Tương tự ca khúc trước đó, Ticket For Two cũng có phần lời tiếng Anh dễ hiểu nhưng thực tế đây lại là thành phẩm của một sự kỳ công.

### Yours
Khác với nhiều ca khúc có giai điệu và ca từ buồn trong album, Yours là một cảm hứng hạnh phúc về tình yêu. Ca khúc có nhịp tương đối nhanh. Sự dồn dập của nhịp điệu như gửi đến một thông điệp hãy yêu thật nhanh, yêu hết mình, yêu cuồng nhiệt. Phần điệp khúc ngắn gọn, dễ hiểu nhưng cũng không kém hấp dẫn. Một điểm cộng khác dành cho Yours nằm ở đoạn belt xuất sắc của Tường. Rất sáng, rất trong và không hề có sự gượng gạo chút nào.

### Forever Mine
Forever Mine là ca khúc từng được Vũ Cát Tường thể hiện trên sân khấu trong "Birthday Concert" của mình vào năm 2017. Tuy vậy, ở thời điểm lần đầu giới thiệu, ca khúc chưa hoàn thiện.
Forever Mine là lời nhắn gửi Vũ Cát Tường dành cho fan của mình, khi cô muốn viết một bài hát dành riêng cho người hâm mộ của mình - FM.

## Quảng bá và trình diễn trực tiếp
Các bài hát trong album Inner Me được Tường quảng bá thông qua các buổi biểu diễn trực tiếp. Vào ngày 31 tháng 8 năm 2019, Tường đã  biểu diễn trực tiếp bài hát "Dõi theo" trong chuyến lưu diễn VCT Tour 2019. Vào ngày 25 tháng 11 năm 2019, Tường tung bản hát live lần đầu tiên của ca khúc "Dõi theo" tại Los Angeles vào ngày 16 tháng 6 năm 2019. Ca khúc "Có người" được cô diễn trực tiếp tại một sự kiện ở Quảng Ninh. Còn lại toàn bộ các bài hát ở album sẽ được cô biểu diễn cùng ban nhạc trong concert "Inner Me" diễn ra vào ngày 15 tháng 12 năm 2019 với hiệu ứng sân khấu là LED vô cực tại Nhà thi đấu quân khu 7. Trong concert lần này, cô cũng là nghệ sĩ đầu tiên bán vé xem livestream cho khán giả.

## Danh sách bài hát
Danh sách bài hát cập nhật từ iTunes và Spotify.
| Phiên bản chuẩn  | Phiên bản chuẩn                     | Phiên bản chuẩn                             | Phiên bản chuẩn                | Phiên bản chuẩn |
| STT              | Nhan đề                             | Sáng tác                                    | Nhà sản xuất                   | Thời lượng      |
| ---------------- | ----------------------------------- | ------------------------------------------- | ------------------------------ | --------------- |
| 1.               | "Có người (Someone)"                | Vũ Cát Tường                                | Nguyễn Thanh Bình Vũ Cát Tường | 3:56            |
| 2.               | "Dõi theo (Watching You From Afar)" | Vũ Cát Tường Benjamin James                 | Benjamin James Vũ Cát Tường    | 4:30            |
| 3.               | "Hỏi thăm (How Are You)"            | Vũ Cát Tường Minh                           | Benjamin James Vũ Cát Tường    | 3:19            |
| 4.               | "Gió (Wind)"                        | Vũ Cát Tường                                | Michael Choi Vũ Cát Tường      | 3:32            |
| 5.               | "The Old You"                       | Vũ Cát Tường Benjamin James MINH            | Michael Choi Vũ Cát Tường      | 5:03            |
| 6.               | "Ticket For Two"                    | Vũ Cát Tường Benjamin James Minh            | Michael Choi Vũ Cát Tường      | 2:54            |
| 7.               | "Yours"                             | Vũ Cát Tường Benjamin James Vũ Thảo My Minh | Vũ Cát Tường Benjamin James    | 3:27            |
| 8.               | "Forever Mine"                      | Vũ Cát Tường                                | Naijik                         | 3:21            |
| 9.               | "Gió - Chill version"               | Vũ Cát Tường                                | Ken-Z Vũ Cát Tường             | 3:25            |
| Tổng thời lượng: | Tổng thời lượng:                    | Tổng thời lượng:                            | Tổng thời lượng:               | 32:07           |

## Video âm nhạc
Trailer của bài hát Có người (Someone) được công bố chính thức trên Youtube vào ngày 03 tháng 11 năm 2019, có độ dài 0:44. Video âm nhạc cho "Có người" được công chiếu trực tiếp trên YouTube lúc 9PM với độ dài 4:43 vào ngày 06 tháng 11 năm 2019. MV là lần đầu Tường "dấn thân" vào bộ môn múa đương đại. Video được đạo diễn quay bởi Nhu Đặng. Bài hát Tường đã viết cách đây 2 năm gồm verse, chorus đầu tiên và mãi cho tới năm 2019, tình cờ nghe lại thì cô có cảm hứng và viết tiếp verse 2.
| Ê-kíp sản xuất - Sáng tác: Vũ Cát Tường - Sản Xuất Âm nhạc: Vũ Cát Tường - Hòa Âm Phối Khí: Nguyễn Thanh Bình - Thu Âm & Mix: Benjamin James - Master: Michael Choi - Đạo diễn: Nhu Đặng - Chỉ Đạo Sản Xuất: Ngô Đài Trang - Quản lý Dự Án: Lý Phương Linh - Biên Kịch: Ngô Đài Trang - Giám đốc Hình Ảnh: Hải Nguyễn Đức - Biên Đạo & Đạo diễn Hình Thể: Quang Đăng - Thiết Kế Sản Xuất: Lan Zi - Đơn vị sản xuất: The Little Prince Entertainment, Startling Production |

## Đánh giá chuyên môn
Album nhận được nhiều phản ứng tích cực từ giới chuyên môn lẫn khán giả. Tuy hiệu ứng mạng không đạt được như kỳ vọng nhưng thành phẩm được đánh giá là bước chuyển mình của Vũ Cát Tường trên hành trình theo đuổi âm nhạc suốt 7 năm qua. Inner Me  được nhạc sĩ Phương Uyên đánh giá là album đầu tư chỉn chu, sạch sẽ và có hơi hướng retro, phần vocal production tốt. Giọng hát của Tường trong album cũng được đánh giá cao vì vừa đáp ứng được yêu cầu về kỹ thuật hơn so với Stardom nhưng cũng thỏa được mặt cảm xúc. Album cũng được nhạc sĩ Lưu Thiên Hương đánh giá cao về phần âm thanh, mix & master. Inner Me được cho là sự kết hợp hòa quyện nhuần nhuyễn giữa các ca khúc tiếng Việt và tiếng Anh, thể hiện sự tài hoa trong sáng tác của nữ ca sĩ. Điều này càng khẳng định dấu ấn cá nhân một cách sâu sắc của Vũ Cát Tường trước người hâm mộ. Nhạc sĩ Hồ Hoài Anh dành lời khen cho Tường về sự sáng táo, tuổi trẻ, sự khao khát và năng lượng mà cô đem lại: "Bản thân tôi không nghĩ ca khúc nào chiều theo thị hiếu hay không chiều theo thị hiếu cả vì Vũ Cát Tường đã có một lượng khán giả riêng, và bạn ấy chỉ cần không phụ lòng khán giả của bạn ấy đã là một thành công rồi. Vũ Cát Tường ngày càng khẳng định được vị trí của mình, là một ca sĩ chín chắn - có ước mơ và khao khát cũng như đặt ra những kế hoạch rõ ràng."

## Những người thực hiện
Ghi chú được thể hiện trên booklet của Album
- Producer: Michael Choi, Vũ Cát Tường
- Singer: Vũ Cát Tường
- Song-writer: Vũ Cát Tường, Benjamin James, Minh
- Mix: Michael Choi, Benjamin James, Nguyễn Thanh Bình, Naijik, Ken-Z
- Master: Michael Choi, Benjamin James, Lewis Wright
- Vocal Producer: Benjamin James
- Piano, Keyboards, Hammond: Elliot Schwartzman
- Bass: Mike Torres
- Guitar: Cody Perrin
- Drum: Elmo Lovano
- Sound Engineer: Wesley Seidman
- Assistant Engineer: Nick Kucelin